# يان بارنارد
يان بارنارد (بالإنجليزية: Jan Barnard) هو عداء مسافات طويلة جنوب أفريقي، ولد في 21 أكتوبر 1929 في ليختنبرغ ‏ في جنوب أفريقيا، وتوفي في 21 أكتوبر 2012 في بريتوريا في جنوب أفريقيا.

## وصلات خارجية
- يان بارنارد على موقع أوليمبيديا (الإنجليزية)